# Fernando Romeo Lucas García
Fernando Romeo Lucas Garcia (San Juan Chamelco, 4 luglio 1924 – Puerto La Cruz, 27 maggio 2006) è stato un generale e politico guatemalteco.
È stato il Presidente del Guatemala dal luglio 1978 al marzo 1982.